# 遊女 (歌手)
遊女（ゆな、YuNa）は、日本の女性シンガーソングライター。
主に同人音楽やPCゲームの主題歌で活動している。2008年まで作詞家の一石楠耳と共に音楽・シナリオ制作ユニット「闇;灯」を結成し、作曲とボーカルを担当していた。また、ソロ作品では作曲のみならず編曲やミックスなども自身で行っている楽曲がある。

## 作品

### ゲーム

#### 商業作品
2004年
- そらいろの雫 （PCゲーム「そらいろの雫」 主題歌）

2005年
- fee-mail （PCゲーム「女優 菜々子」 主題歌）
- たいせつなひと （PCゲーム「_summer」 挿入歌）
- Love Paint （PCゲーム「BIN★CANダーリン」 主題歌）
- 蝶ノ夢（PCゲーム「蝶ノ夢」 主題歌）

2006年
- 時を越えて （PCゲーム「星の王女 光のつばさ」 挿入歌）
- kodouのシチュエーション （PCゲーム「光撃少女ファルセリオン ～ツンデレのセオリー～」 主題歌）
- Dea Ex Machina （PCゲーム「機械仕掛けのイヴ ～Dea Ex Machina～」 主題歌）
- StarTRain （PCゲーム「StarTRain」 主題歌）
- Promisedland （PCゲーム「StarTRain」 ED）
- 明日の空色 （PCゲーム「CooL!! ～強娘純恋歌～」 ED）

2007年
- LiveXEvil side of prometheus （PCゲーム「LiveXEvil 熱砂のプロメテウス」 主題歌）
- 思い出の夢 （PCゲーム「Kissy Kissy ～わたしのたまご～」 主題歌）
- Your Real （PCゲーム「Vanishing Twin」 主題歌） ※発売中止
- 夏影ラピスラズリ （PCゲーム「恋夏～れんげ～」 イメージソング）
- アナベル・リーに憧れて （PCゲーム「恋夏～れんげ～」 第4章ED）
- 燃えて咲く花 （PCゲーム「ごっちる～ラブリーレディーメーカー～」 主題歌）
- 天からの恵み （PCゲーム「ごっちる～ラブリーレディーメーカー～」 ED）
- ほらほら☆ユメユメ☆Take Me Out（PCゲーム「新世紀いじってプリンセス～もう！またそんなことまで～」 主題歌）
- 祝福の鐘は世界の響き （PCゲーム「新世紀いじってプリンセス～もう！またそんなことまで～」 ED）

2008年
- 燃えるようなウソならば （PCゲーム「ねとって女神！ネオ」 主題歌）
- 今はもう雲の下 （PCゲーム「ねとって女神！ネオ」 ED）
- 闇に縁取られたコントラスト （PCゲーム「淫行おやじと少女 主題歌）
- シークレットゲーム （PS2ゲーム「シークレットゲーム -KILLER QUEEN-」 主題歌）
- 散って、咲いて （PS2ゲーム「シークレットゲーム -KILLER QUEEN-」 最終話ED）
- Lucky ChanceはEveryday （PCゲーム「今日からプリンス」 主題歌）
- 永遠を信じるならば （PCゲーム「今日からプリンス」 ED）

2009年
- 蒼の向こうへ （PCゲーム「お嬢様は姫騎士」 主題歌）
- 完全無欠のチアリーダー （PCゲーム「ギリギリ☆すくーぷ2～潜入!! 禁断のチアリーディング部～」 主題歌）
- キモチとキモチ （PCゲーム「PrettyDevilパラダイス～ミリオム魔界奪還指令！～」 主題歌）

2010年
- NO MORE GAMES （PSPゲーム「シークレットゲーム -KILLER QUEEN- PORTABLE」 主題歌）
- Causal Chain （PCゲーム「うたてめぐり」 主題歌）
- Start line （PCゲーム「うたてめぐり」 デモ挿入歌）

2011年
- 戦場の絆 （PCゲーム「シークレットゲーム CODE:Revise」 2nd主題歌）

#### 同人作品
時期不明
- 蒼く錆びる世界 （「Gu-L+m」 主題歌）
- 女殺廓地獄 （「きんらんどんす」 主題歌）

2005年
- 雨上がりの空の下 （「宇宙天使ボインボイン!」 ED）

2006年
- トラワレビト （「キラークイーン」 主題歌）
- 桜華想恋 （「キラークイーン」 ED）
- 迷蝶 -set me free- （「胡蝶の棺」 主題歌）

2007年
- ちょびっとさ・・・だよね （「NominalEscape」 主題歌）
- in the true mind （「戦国幻想郷」ED）
- 希望の季節へ… ～Eternal Desire～ （「ElementEnsemble CrystalStory」主題歌）

2008年
- Do!Gee!!魔女おねーさん! （「おねーさんは魔女」主題歌）

### コンピレーション
- 戦乙女ヴァルキリー コンプリートトラック
  - 2004年8月13日発売 / CHOIR
  - Rune (Based on Futhark)
    - PCゲーム「戦乙女ヴァルキリー「あなたに全てを捧げます」」 オープニングテーマ「フウスアルク」のアレンジバージョン

### シングル
- バプテスマの憂鬱
  - 2006年4月29日発売、YMGR-0001
- 四面想歌
  - 2006年10月9日発売
- 純愛
  - 2007年8月17日発売（コミックマーケット72）
- わからないから
  - 2010年12月31日発売、FMRG-0005（コミックマーケット79）
- ゆな字（Ver.01.00）
  - 2011年12月31日発売（コミックマーケット81）

### アルバム
- 廓の誠
  - 2005年10月26日発売、KNS Entertainment、AKCI-26042
- しいくわあず
  - 2006年12月31日発売、YMGR-0002（コミックマーケット71）
- 廓の誠 同人復刻盤
  - 2007年10月8日発売、YMGR-0004（M3-2007秋）
- 四面想館
  - 2007年12月31日発売、FOUR-0003（コミックマーケット73）
- 針小膨大すなわち世界
  - 2008年8月16日発売、WOMT-0018（コミックマーケット74）
- 誘深 izanami
  - 2008年10月13日発売、FMRG-0001（M3-2008秋）
- 小さな魔法
  - 2008年10月13日発売、SNOW-OR05（M3-2008秋）
- In other words
  - 2009年1月30日発売、luminouscore、LSRC-001
- RE:SENTIVE
  - 2009年10月11日発売、FMRG-0004（M3-2009秋）
- こぐまのこころ/夢の風
  - 2009年12月30日発売、FMRG-0003（コミックマーケット77）
- ふぁたもるがな 120回言えなかったこと
  - 2011年8月13日発売、FMRG-0007（コミックマーケット80）
- 七つの罪の1から6まで
  - 2012年4月30日発売、FMRG-0009（M3-2012春）

### ベストアルバム
- ゆないてっど～遊女ワークスベスト
  - 2012年7月4日発売、ティームエンタテインメント、KDSD-00565